# ヨーテボリ級コルベット
ヨーテボリ級コルベット（スウェーデン語: Korvetter av Göteborgsklass）はスウェーデン海軍が運用しているコルベットの艦級。

## 設計
設計はKKV-90型と称されている。先行するストックホルム級（スピカ-III型）と比して、基準排水量にして70トン、水線長にして3.4メートルの大型化となった。船体は鋼製、上部構造物はアルミニウム合金製である。また安定化のためフィンスタビライザーも備えている。
主機関については、1966年就役のスピカ級および1973年就役のノーショーピング級（スピカ-II型）ではプロテュースによるCOGAG方式、またストックホルム級（スピカ-III型）ではMTU 16V396 TB94ディーゼルエンジンとアリソン570KFガスタービンエンジンによるCODAG方式と、いずれもガスタービンエンジンを搭載してきたのに対し、本級では、ストックホルム級の巡航機を3基搭載して、ディーゼルエンジンのみによる主機構成としている。また推進器についても、従来はスクリュープロペラであったのに対し、本級ではウォータージェット推進器が採用された。

## 装備
装備面では、おおむねストックホルム級のものを踏襲したものとなっており、主兵装となる艦対艦ミサイルもRBS-15 8発である。ミサイル射撃指揮装置はRCI-400である。砲熕兵器としては、艦首甲板にボフォースMk.2 70口径57mm単装速射砲を、また艦尾甲板に70口径40mm単装機銃を1基ずつ備えている。砲射撃指揮装置はサーブ9LV450（ARTE-726E）である。
電子戦システムは、9CM-300電子戦指揮装置を中核として、アルゴ・システムス社のCAROL電波探知妨害装置とソーン-EMIセプターXL分析装置、36連装デコイ発射機2基を連接している。

## 同型艦
1985年12月1日に4隻が発注された。更に2隻の追加建造も検討され、予定艦名も決定されていたが、これらは実現しなかった。
| #   | 艦名                             | 起工           | 進水            | 就役           | 配属     | 退役     |
| --- | -------------------------------- | -------------- | --------------- | -------------- | -------- | -------- |
| K21 | ヨーテボリ HMS Göteborg          | 1986年 2月10日 | 1989年 4月13日  | 1990年 2月15日 | 第4戦隊  | 2008年   |
| K22 | イェヴレ HMS Gävle               | 1987年 1月12日 | 1990年 3月23日  | 1990年 9月17日 | 第4戦隊  | 就役中   |
| K23 | カルマー HMS Kalmar              | 1988年 9月21日 | 1990年 11月1日  | 1991年 9月1日  | 第4戦隊  | 2008年   |
| K24 | スンズヴァル HMS Sundsvall       | 1989年 3月10日 | 1991年 11月29日 | 1993年 6月7日  | 第4戦隊  | 就役中   |
| K25 | ヘルシンボリ HMS Helsingborg     | 計画中止       | 計画中止        | 計画中止       | 計画中止 | 計画中止 |
| K26 | ヘルンイョーサンド HMS Härnösand | 計画中止       | 計画中止        | 計画中止       | 計画中止 | 計画中止 |